# Walters (Oklahoma)
Pour les articles homonymes, voir Walters.
La ville de Walters est le siège du comté de Cotton, dans l’État d’Oklahoma, aux États-Unis. Sa population s’élevait à 2 412 habitants lors du recensement de 2020.